# Крест Почёта Вооружённых сил (Норвегия)
Крест Почёта Вооружённых сил – ведомственная награда вооружённых сил Королевства Норвегия.

## История
Крест Почёта Вооружённых сил был учреждён королевским указом от 30 января 2012 года по предложения командующего вооруженных сил Норвегии. Крест был учрежден по аналогии с ранее учреждёнными Крестами Почёта Полиции и Гражданской обороны.
Первым получателем Креста Почёта 24 апреля 2012 года стал Гуннар Сёнстебю – ветеран Второй Мировой войны, единственный обладатель Норвежского Военного креста с тремя мечами.

## Положение
Крест Почёта Вооружённых сил присваивается министром обороны за различного рода отличия в Вооружённых силах. В частности, основанием к награждению может быть демонстрация кандидатом личного мастерства и отмеченных отличий по защите общества. Кроме того, Крест Почёта вручается в качестве награды за академические знание и личные качества, которые легли в основу критериев оценки других действий, или явились образцом для подражания. Крест Почёта может быть вручен за деяния, за которые в силу своих статутов не могут быть вручены другие награды.
Крест Почёта Вооружённых сил вручается как норвежцам, так и иностранным гражданам.

## Описание
Серебряный мальтийский крест белой эмали с бортиком наложенный на венок, состоящий из двух оливковых ветвей. В центре креста позолоченная эмблема Вооружённых сил Норвегии в цветных эмалях: гербовой коронованный щит, наложенный на два скрещенных меча остриями вверх.
Реверс креста матированный с гравировкой имени получателя.
 Лента креста красного цвета с двумя белыми полосками по краям.

Эмблема Вооружённых сил Норвегии